# 侏儒側頸龜
侏儒側頸龜（學名：Pelusios nanus）是非洲側頸龜屬下的一種龜，只生活在非洲。其种加词“nanus”意为“矮小的”。

## 分佈
侏儒側頸龜發現於安哥拉、剛果民主共和國、馬拉維和贊比亞。